# Конференция разработчиков свободных программ

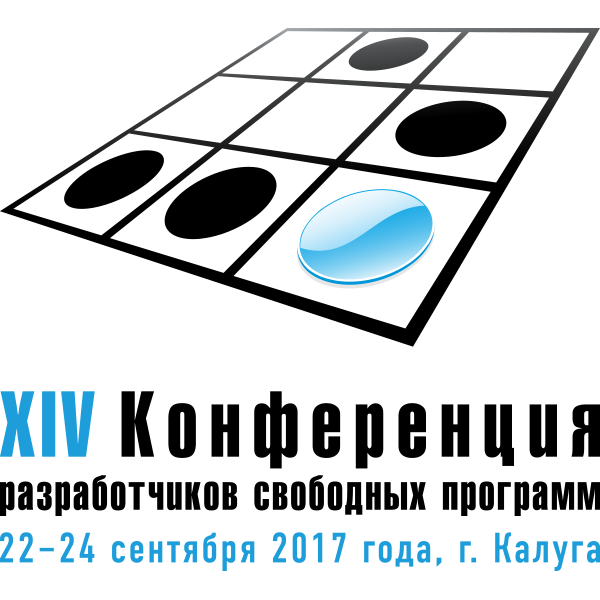
Логотип конференции 2017 года

Конференция разработчиков свободных программ (OSSDEVCONF) — проходящая с 2004 года в Российской Федерации ежегодная международная конференция разработчиков и пользователей свободного программного обеспечения. Имеет печатный сборник тезисов докладов. 
Организаторы — компания ALT Linux и Институт Логики.
В организации седьмой конференции принимали участие Университет г. Переславля и Институт Программных Систем РАН.
С 2004 по 2009 год и с 2011 по 2012 год конференция проходила в Государственном Центральном Институте Повышения Квалификации в городе Обнинск. Из-за территориальной близости и тесной стыковки по времени с LinuxFest , проводившимся на реке Протва, а также в связи с расположением города Обнинск на реке Протва, можно найти также упоминания об OSSDEVCONF как о «Конференции разработчиков свободных программ на Протве». В 2010 году конференция проходила в городе Переславль-Залесский, и с тех пор в названии конференции Протва больше не упоминается. С 2013 года конференция проходит осенью, в центре Калуги, в ИТ-центре «Калуга Астрал».
С 2013 года публикуются и видеозаписи всех докладов.
Конференцию можно охарактеризовать как форум преимущественно российских разработчиков, ориентированных на свободное ПО

.
Тематика докладов включает разработку и сопровождение свободного ПО, от ноутбуков и мобильных устройств до серверов, внедрение и администрирование решений на его основе, особенности использования свободных лицензий

.
Среди докладчиков почти всегда есть представители компаний-разработчиков Linux-дистрибутивов — ALT Linux, Red Hat, Rosa Linux, волонтеры-мейнтейнеры дистрибутивов, разработчики FOSS-программ, сотрудники высших учебных заведений и другие энтузиасты свободного программного обеспечения.

## Фотографии

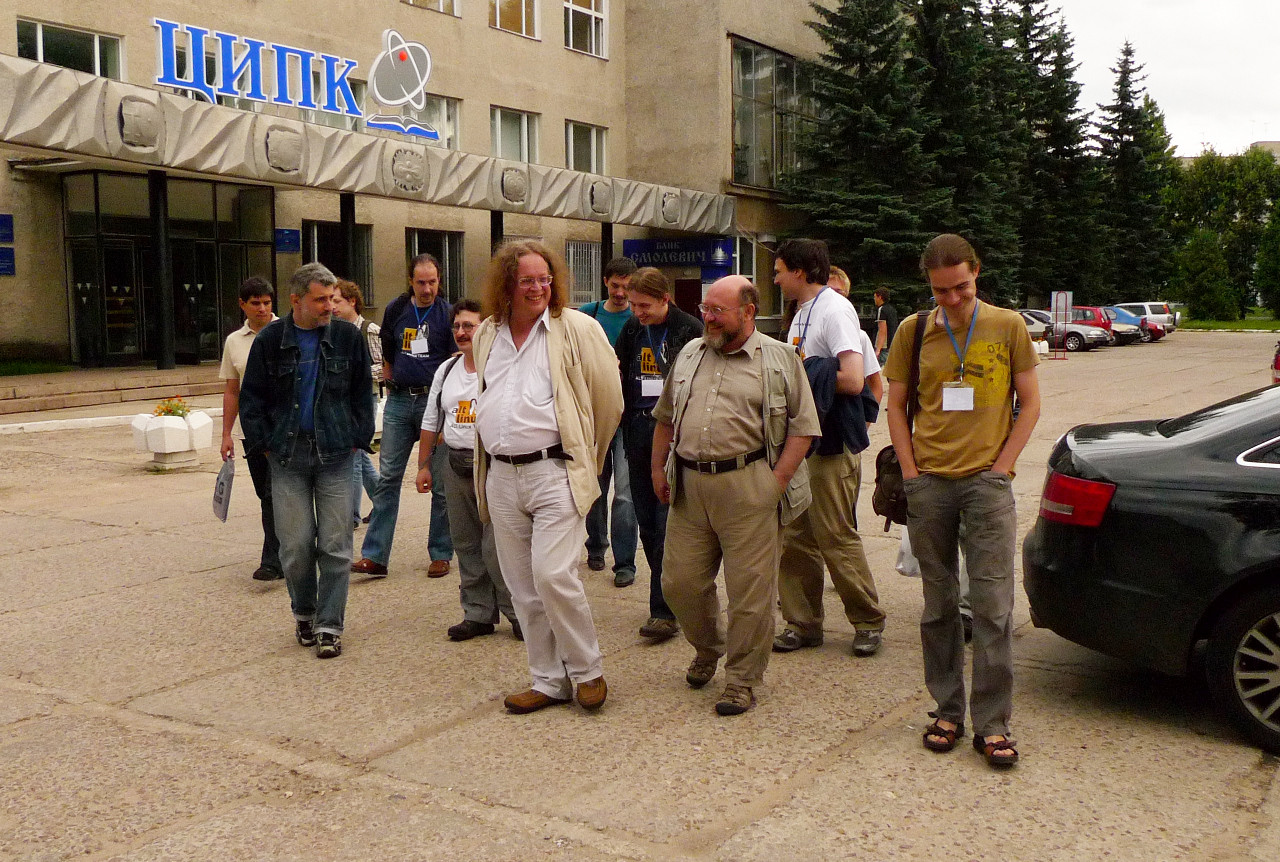
Участники шестой конференции разработчиков свободных программ перед зданием ЦИПК (2009)
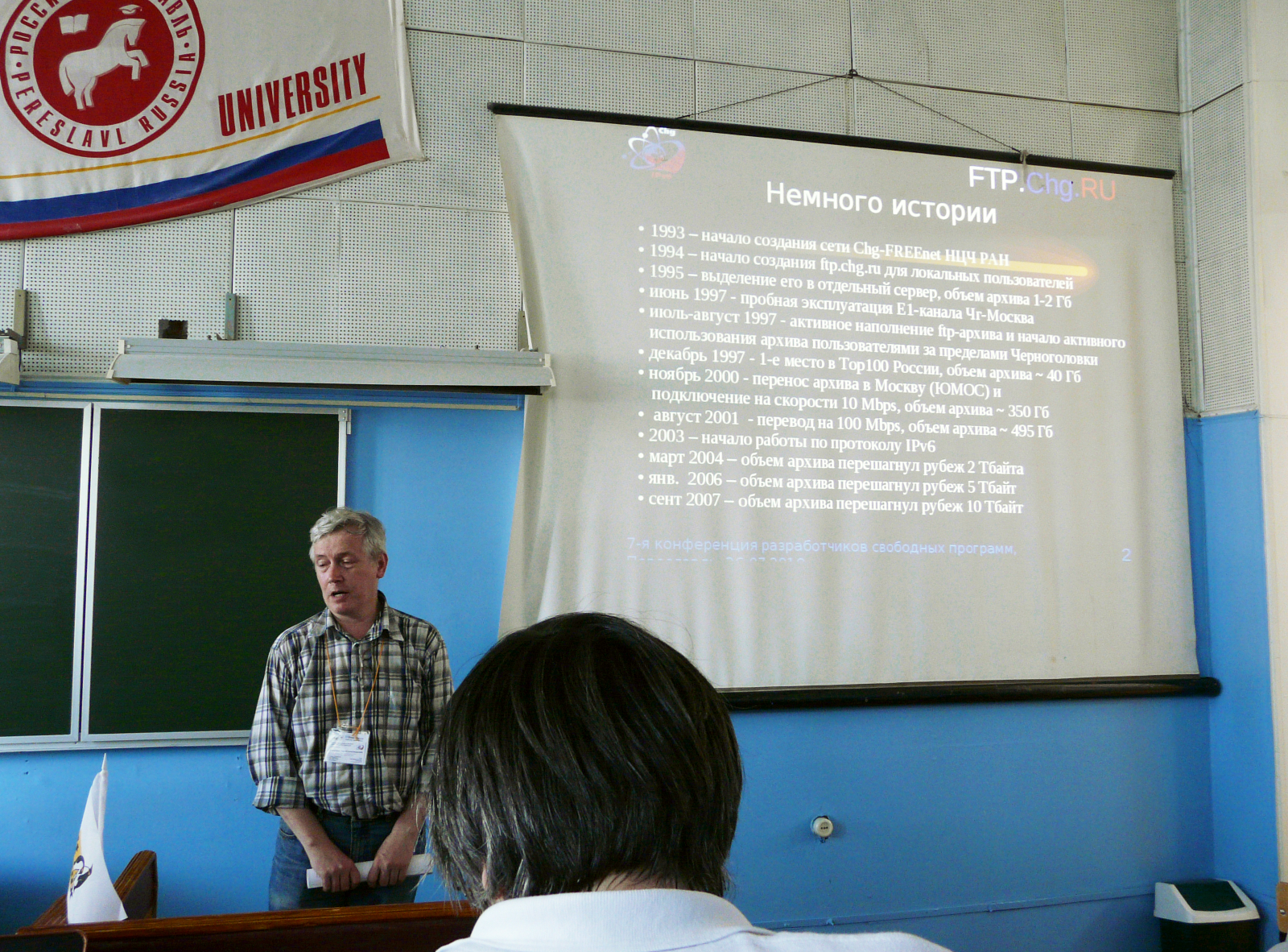
Доклад «Архив свободного программного обеспечения ftp.chg.ru» (2010)
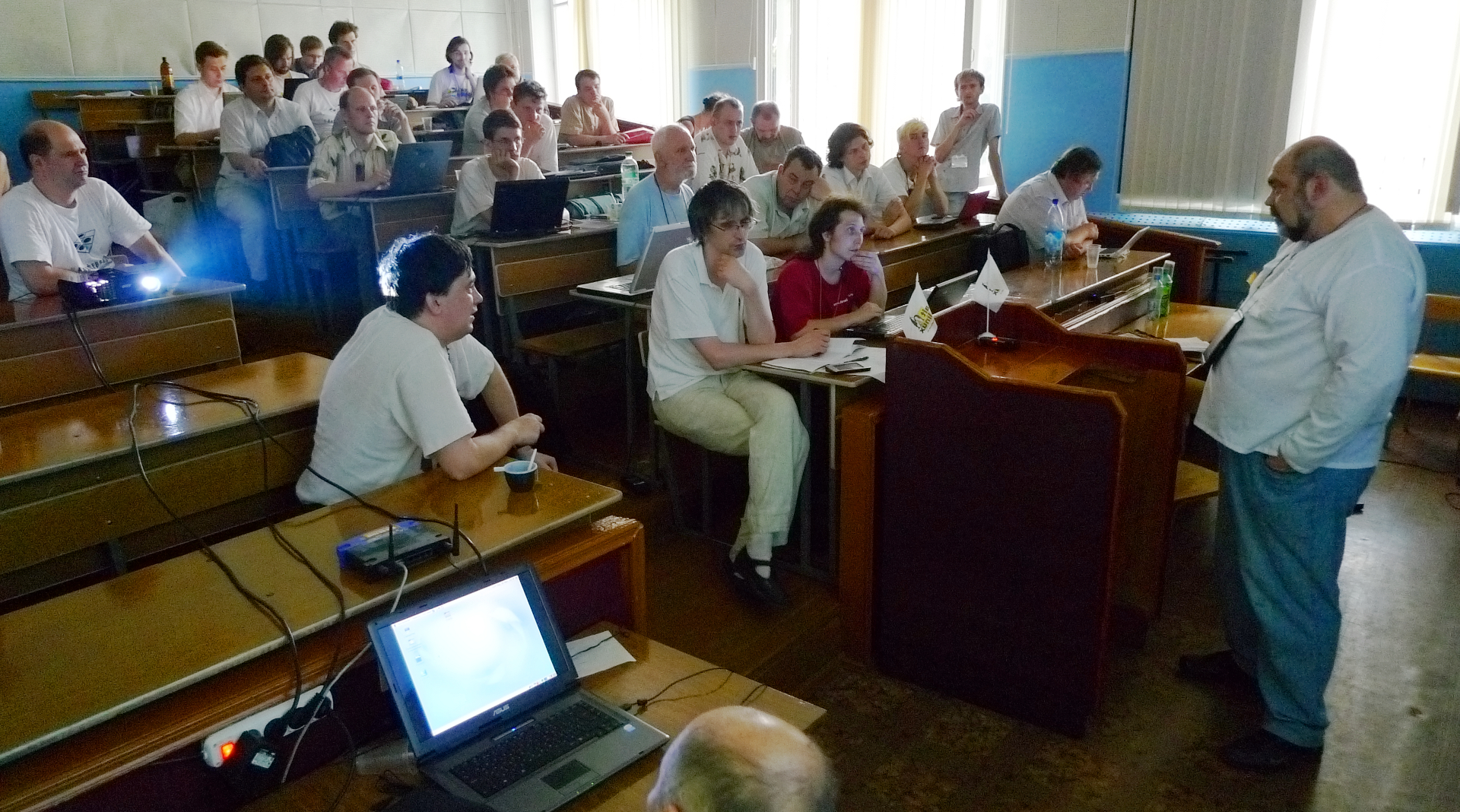
Обсуждение доклада Анатолия Якушина «Свобода подлинная и мнимая (пути коммерциализации свободного ПО)» (2010)
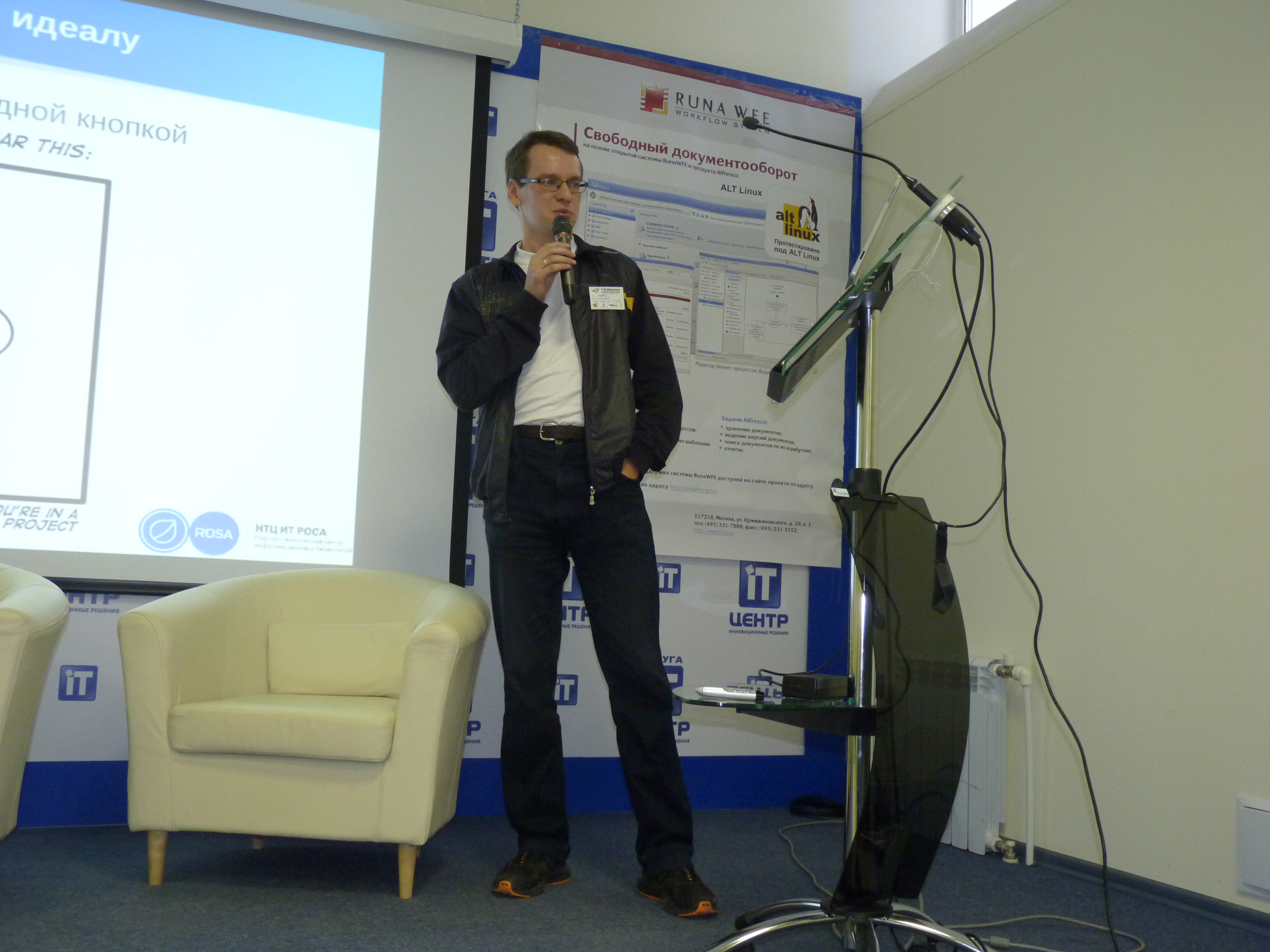
Выступление докладчика (2014)
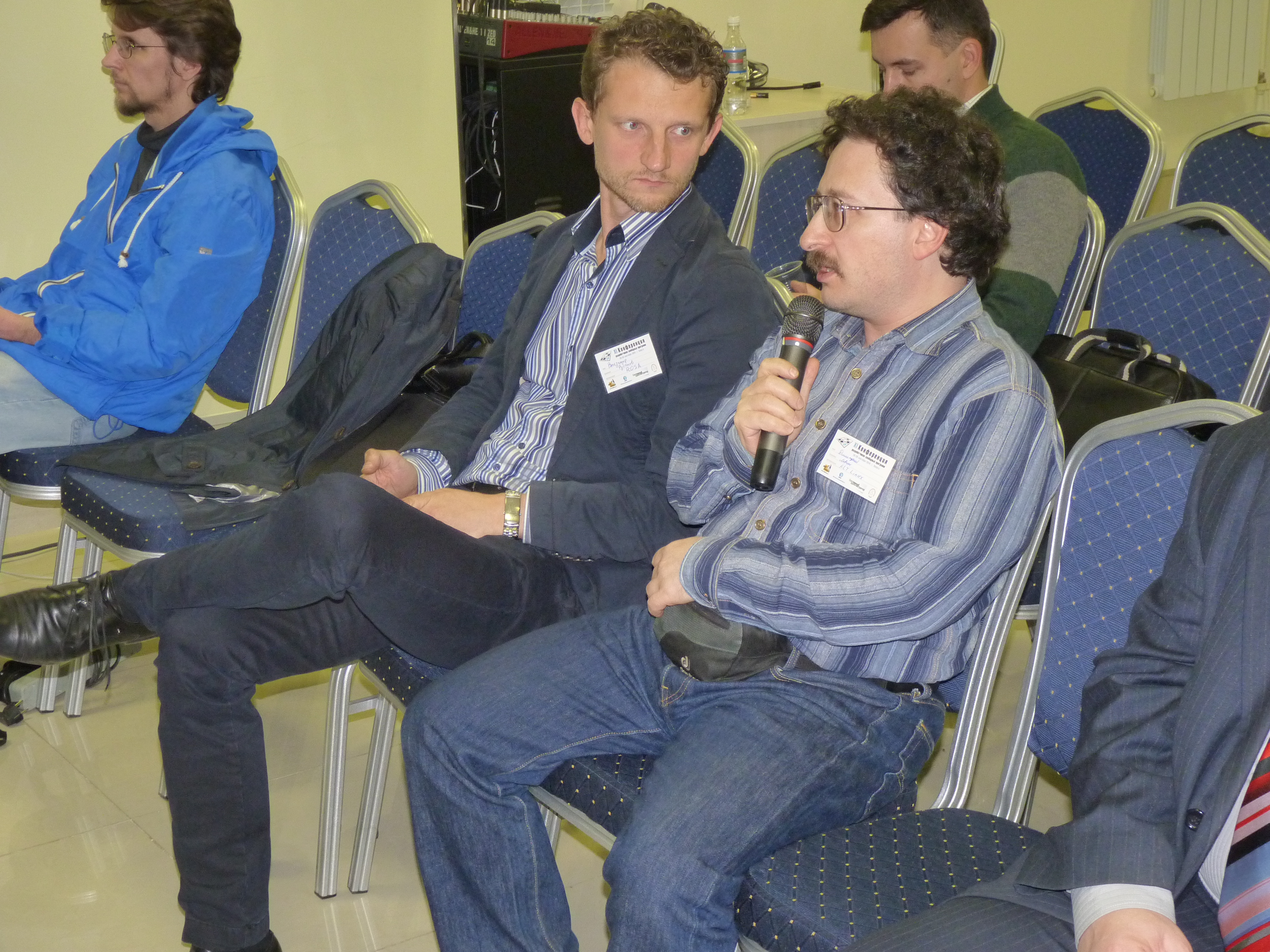
Дискуссия с участниками  (2014)
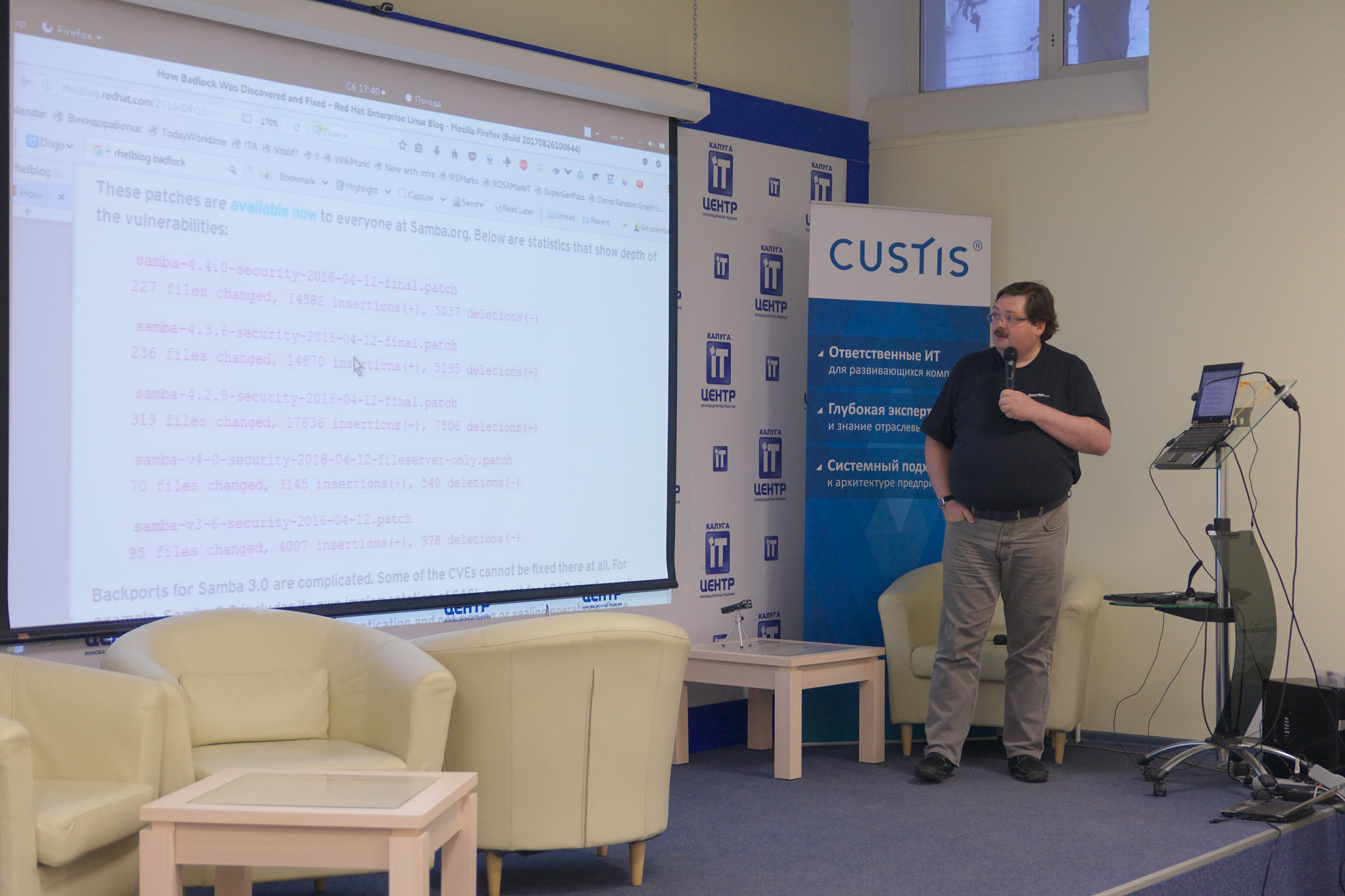
Доклад Александра Бокового «Samba AD и MIT Kerberos» (2017)